# CHUD
Série
C.H.U.D. 2
(1989)
Pour plus de détails, voir Fiche technique et Distribution.
CHUD est un film américain réalisé par Douglas Cheek et sorti en 1984.

## Synopsis
À New York, en 1977, le journal The New York Times fait mention de l'existence d'une colonie de clochards vivant dans les souterrains qui serpentent dans les égouts de la ville. Mais d'autres rumeurs disent que ces souterrains serviraient à stocker en secret des déchets. « A. J. », un ex-détenu que l'on surnomme aussi « le Révérend », et qui vient en aide aux miséreux en leur offrant « gîte et couvert », signale la disparition de l'un de ses plus fidèles sans-abri, mais au commissariat, personne ne daigne lever le petit doigt pour des laissés pour compte. Même le Capitaine Bosh, qui a déjà mis « A.J. » sous les verrous, ne s'y intéresse pas. Pourtant, lorsque sa femme ne rentre pas un soir, il décide d'en savoir un peu plus sur ces disparitions, en lui rendant visite. « A.J. » lui affirme qu'il n'est pas le seul à ne plus venir manger et qu'étrangement, ce sont seulement ceux qui vivent dans le sous-sol qui ont disparu. Il montre au Capitaine ce qu'il a découvert dans les égouts, un badge marqueur pour la radioactivité, et une botte. Tous deux retournent sur les lieux de la trouvaille, en empruntant un passage dans la cave de « A. J. », qui débouche dans les égouts et que les gens du dessous utilisent pour remonter chercher leurs repas. En chemin, ils découvrent un compteur Geiger. Bosh, voulant en savoir plus sur les habitants du dessous, décide de prendre contact avec le photographe Cooper, qui fait un reportage photographique à propos des habitants du sous-sol. Voulant connaître le fin mot de cette histoire, ils vont voir le Maire, le Chef de la police et Wilson, haut fonctionnaire chargé du nucléaire, qui leur raconte une histoire banale sur la perte de ce compteur.

## Fiche technique
- Titre original et français : C.H.U.D.
- Réalisation : Douglas Cheek
- Scénario : Parnell Hall, d'après une histoire de Shepard Abbott
- Musique : David A. Hughes
- Direction artistique : Forge Toro et Jorge Luis Toro
- Photographie : Peter Stein
- Montage : Claire Simpson
- Décors : William Bilowit
- Costumes : Jennifer Lax
- Effets spéciaux de maquillage : Ed French (en)
- Maquillage : Susan Giammusso (artiste maquillage et styliste coiffure)
- Directeur de production : Robert Bordiga
- Producteur : Andrew Bonime
- Producteurs délégués : Larry Abrams et Thomas H. Field[1] et Alfonso Tafoya[1]
- Société de production : New World Pictures et C.H.U.D. Productions
- Société de distribution : New World Pictures
- Langue originale : anglais
- Format : Couleur - 1,78 :1 - 35 mm - son mono
- Genre : Horreur, science-fiction
- Pays de production :  États-Unis
- Budget : ~ 1 250 000 USD
- Durée : 88 minutes
- Dates de sortie :
  - États-Unis : 31 août 1984
  - France : 27 février 1985
- Classification :
  - France : interdit aux moins de 12 ans lors de sa sortie

## Distribution
- John Heard : George Cooper
- Daniel Stern : le révérend A. J. Shepherd
- Christopher Curry (en) : le capitaine Bosch
- Kim Greist : Lauren Daniels
- Laure Mattos : Flora Bosch
- Brenda Currin : Francine, la propriétaire
- Justin Hall : Justin
- Michael O'Hare : Fuller
- Vic Polizos : Hays
- Eddie Jones : le chef O'Brien
- Sam McMurray : l'officier Crespi
- Cordis Heard : l'officier Sanderson
- Frank Adu : le policier de l'interrogatoire
- Ruth Maleczech : Madame Monroe
- J.C. Quinn : Murphy
- Graham Beckel : Val, le clochard au couteau
- John Bedford Lloyd : l'homme de l'ombre
- George Martin : Wilson
- Ray Baker : l'annonceur
- Jon Polito : le journaliste TV
- John Goodman : un des deux policiers dans le restaurant

## Autour du film
- Christopher Curry (en) et Daniel Stern ont participé au scénario sans en être crédité.
- CHUD est un acronyme pour « Cannibalistic Humanoid Underground Dweller » (Cannibale Humanoïde Usurpateur et Dévastateur pour la version française), mais signifie également « Contamination Hazard Urban Disposal » (dépôt urbain destiné au risque de contamination), comme on peut le lire rapidement sur un fut de produits toxiques.
- Une suite, C.H.U.D. II - Bud the Chud, fut réalisée par David Irving en 1989. C'est un film de zombies qui n'a rien à voir.
- Sur le DVD édité par la société Neo Publishing, il existe deux versions du film : l'une de 88 minutes pour la version française (et sans doute européenne) et une autre dite « director's cut » de 96 minutes (soit huit minutes supplémentaires) pour la version américaine[2].

## Distinctions
- Nomination au Grand Prix, lors du Festival international du film fantastique d'Avoriaz 1985.
- Prix du meilleur film fantastique, lors du Festival international du film fantastique de Bruxelles 1985.